# Гартвис, Николай Андреевич
Николай Андреевич Гартвис (нем. Nikolai Ernst Bartholomäus Anhorn von Hartwiß; 24 мая 1793 — 24 ноября 1860) — российский ботаник. Второй директор Императорского Никитского ботанического сада.

## Биография
Родился в имении Кокенгоф Вольмарского уезда Лифляндской губернии. В 1809—1812 годах учился в Дерптском университете на экономическом отделении. Не закончив обучения, ушёл на военную службу. Служил в артиллерии, принимал активное участие в боевых действиях, был ранен. Награждён орденом св. Анны 3-го класса. Уволен от военной службы 6 января 1818 года в чине штабс-капитана артиллерии с правом ношения мундира «за ранами».

## Научная деятельность
В 1819—1824 годах жил в Риге, занимался садоводством и плодоводством, собрал значительные коллекции (около 500 сортов) плодовых растений и роз.
В 1824 году приглашён на должность смотрителя Никитского ботанического сада.
8 апреля 1827 года утверждён директором Никитского сада. Работал в Никитском ботаническом саду 36 лет, до последнего дня своей жизни 24 ноября 1860 года. Из 30 директоров Никитского ботанического сада за всю его историю он единственный, кто занимал пост директора 33 года. В результате селекционной деятельности в Гартвисом было создано более 100 отечественных сортов садовых роз ('Графиня Воронцова' и другие)..

## Растения, названные в честь Гартвиса
- (Boraginaceae) Cordia hartwissiana Regel
- (Cupressaceae) Juniperus hartwissiana Steven ex Koeppen
- (Fagaceae) Quercus hartwissiana Steven
- (Paeoniaceae) Paeonia hartwissiana Hort. ex Trautv.

Селекционер З. К. Клименко назвала его именем сорт крупноцветковой плетистой розы — Николай Гартвис.